# René Denis-Lagarde
René Denis-Lagarde, né le 9 novembre 1772 à Paimpol et mort à Binic le 24 avril 1849, est un officier de marine français qui prit part à des combats contre la Royal Navy. 

## Biographie
René-Jean-Marie Denis-Lagarde est le fils d'un avocat au parlement et petit-fils du côté maternel d'armateurs paimpolais. Il est le deuxième de treize enfants. L'un de ses frères est Pierre Marie François Denis-Lagarde (1768-1848), haut serviteur de l'État. 
Engagé comme volontaire à douze ans dans la marine marchande, René Denis-Lagarde navigue à Terre-Neuve et en mer Méditerranée pendant huit ans, de 1788 à 1792. 
Il passe en novembre 1792 dans la marine de l'État, comme aspirant de 2e classe sur le navire Achille. Il est nommé enseigne de vaisseau, le 19 janvier 1794, et passe à bord du Scevola. En mars 1795, il remplit plusieurs missions avec succès dans la Manche à bord du cotre L'Abeille qu'il commande ; mais il est capturé par une frégate anglaise HMS Dryad, le 1er juin 1796 et reste prisonnier en Angleterre pendant trente et un mois, jusqu'au 19 août 1799, lorsqu'il est libéré en échange d'un capitaine de dragons anglais.
Il embarque en octobre 1799 à bord de l'Indivisible à destination de l'Égypte. Le navire capture au retour le HMS Swiftsure de quatre-vingt-seize canons. Ensuite Denis-Lagarde, toujours à bord du même navire, participe à la reprise de Saint-Domingue (5 février 1802). Commandant la Volage, il est nommé capitaine de frégate en septembre 1803 et participe ensuite à plusieurs missions sur les côtes d'Afrique et aux Antilles. Il est nommé chevalier de la légion d'honneur en 1805.
Après avoir été pendant deux ans à bord de l'Anversois, il prend le commandement de la frégate la Clorinde en juin 1812, qui fait partie de l'escadre de Brest de neuf frégates commandée par le contre-amiral Hamelin (ancien de l'expédition Baudin) en même temps qu'une autre frégate commandée par Hyacinthe de Bougainville (ancien également de l'expédition Baudin) la Cérès. Commandant la Clorinde, il sort de Brest le 1er décembre 1813, évite l'escadre anglaise et part croiser aux abords de Madère, des Canaries et des îles du Cap-Vert. Il y capture ou détruit douze navires ennemis.

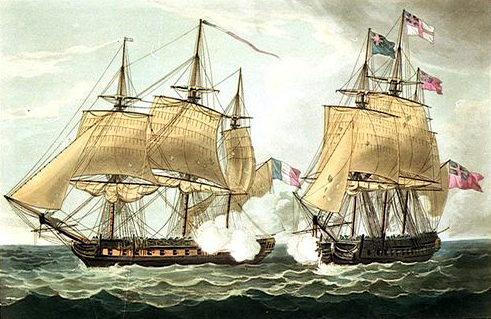
Combat entre la Clorinde qu'il commande (à gauche) et l'Eurotas (à droite), 24 février 1814.

C'est à son retour en France au sud de l'Irlande que la Clorinde rencontre le 25 février 1814 la frégate anglaise HMS Eurotas. À l'issue d'un combat particulièrement violent, les deux navires sont endommagés, l'Eurotas est désemparée. Mais le lendemain, il est attaqué par la Dryad et l'Achates ; ayant souffert du combat de la veille, la Clorinde amène son pavillon, est capturée et amenée à Portsmouth ; lui-même est blessé lors du combat.
Le capitaine Denis-Lagarde rentre en France après la première abdication de Napoléon. Il est nommé capitaine de vaisseau par Louis XVIII, officier de la légion d'honneur en juillet 1814, et chevalier de Saint-Louis en août 1814. Mais il est mis en demi-solde à la seconde Restauration à cause de son attitude ambiguë pendant les Cent-Jours et mis à la retraite en 1820.
Denis-Lagarde a participé à vingt campagne et cinq batailles navales.